# Somanawa
Somanawa (biał. Соманава; ros. Соманово, Somanowo) – wieś na Białorusi, w obwodzie witebskim, w rejonie orszańskim, w sielsowiecie Smolany, nad rzeką Adrou.